# Måns Eneroth
Måns Sunesson Eneroth, född omkring 1634 i Skåne, död 21 maj 1697, var en svenska borgmästare i Söderköping.

## Biografi
Måns Eneroth föddes omkring 1634 i Skåne. Han var son till Sune Sunesson och Ingiäl Jönsdotter. Eneroth blev borgmästare i Söderköpings stad. Han avled 1697 i Söderköping.

### Familj
Eneroth gifte sig första gången 18 juni 1661 i Söderköping med Karin Henriksdotter Kruus (1625–1688). Hon var änka efter Botvid Arvidsson (Weidman).
Eneroth gifte sig andra gången med Gertrud Knutsdotter (Lagerblad) (död 1711). Hon var änka efter handelsmannen Daniel Johansson De Rees i Västerviks. Eneorth och Gertrud Knutsdotter fick tillsammans barnen borgmästaren Knut Månsson Eneroth (1689–1773) i Västervik, Magnus Eneroth (född 1691), militären Daniel Eneroth (1692–1771), Margareta Catharina Eneroth (född 1695) och Sara Eneroth (född 1696). Efter Eneroths död gifte Gertrud Knutsdotter om sig med handelsmannen Adrian Witte i Norrköping.